# 2005年ブラジルグランプリ
2005年ブラジルグランプリ (XXXIV Grande Premio do Brasil) は、2005年F1世界選手権の第17戦として、2005年9月25日にインテルラゴス・サーキットで開催された。

## レース概要

### 予選
佐藤琢磨はベルギーGPでのミハエル・シューマッハに対する追突のペナルティが科され、このレースでは10番グリッド降格でスタートとなるため予選タイムアタックを行わなかった。ヤルノ・トゥルーリもエンジン交換のペナルティで10番グリッド降格となった。トゥルーリは18番手、佐藤は19番手スタートとなった。

### 決勝
ファン・パブロ・モントーヤがチームメイトのキミ・ライコネンを従え、マクラーレンの1-2フィニッシュとなった。マクラーレンの1-2は2000年オーストリアグランプリ以来のことであった。フェルナンド・アロンソが3位に入り、初のワールドタイトルを獲得、24歳と59日で最年少のチャンピオンとなる。ジャック・ヴィルヌーヴはパルクフェルメでの車両検査で違反が見つかりピットスタートとなった。マーク・ウェバーは開始直後のアクシデントに巻き込まれたが20ラップ以上遅れてレースに復帰、次戦の予選順位を上げるために走行した。ティアゴ・モンテイロがドライブシャフトの問題でリタイアしたが、これは彼にとって2005年シーズン唯一のリタイアであった。

## 結果
解説者はルノーの「保守的なフェーズ」が終わり、その性能を証明したと判断した。ルノーのパット・シモンズは、チームが表彰台に上ることを目指すのでは無く、むしろ勝利を目指していたと語った。BBCのモーリス・ハミルトンは「フェルナンド・アロンソがチャンピオンシップに向けて巡航するかもしれないという考え...それは最も説得力があるファッションで晴らされた。」と語った。マクラーレンの最高経営責任者ロン・デニスは、キミ・ライコネンが予選ラップでミスをしたにもかかわらず、ファン・パブロ・モントーヤが2番手に入ったことでチームのレース戦略に自信を持っていた。

### 予選
| 順位 | No | ドライバー                 | コンストラクター        | 周回     | 差     |
| ---- | -- | -------------------------- | ----------------------- | -------- | ------ |
| 1    | 5  | フェルナンド・アロンソ     | ルノー                  | 1:11.988 | —      |
| 2    | 10 | ファン・パブロ・モントーヤ | マクラーレン-メルセデス | 1:12.145 | +0.157 |
| 3    | 6  | ジャンカルロ・フィジケラ   | ルノー                  | 1:12.558 | +0.570 |
| 4    | 3  | ジェンソン・バトン         | B・A・R-ホンダ          | 1:12.696 | +0.708 |
| 5    | 9  | キミ・ライコネン           | マクラーレン-メルセデス | 1:12.781 | +0.793 |
| 6    | 15 | クリスチャン・クリエン     | レッドブル-コスワース   | 1:12.889 | +0.901 |
| 7    | 1  | ミハエル・シューマッハ     | フェラーリ              | 1:12.976 | +0.988 |
| 8    | 16 | ヤルノ・トゥルーリ         | トヨタ                  | 1:13.041 | +1.053 |
| 9    | 12 | フェリペ・マッサ           | ザウバー-ペトロナス     | 1:13.151 | +1.163 |
| 10   | 2  | ルーベンス・バリチェロ     | フェラーリ              | 1:13.183 | +1.195 |
| 11   | 17 | ラルフ・シューマッハ       | トヨタ                  | 1:13.285 | +1.297 |
| 12   | 11 | ジャック・ヴィルヌーヴ     | ザウバー-ペトロナス     | 1:13.372 | +1.384 |
| 13   | 18 | ティアゴ・モンテイロ       | ジョーダン-トヨタ       | 1:13.387 | +1.399 |
| 14   | 7  | マーク・ウェバー           | ウィリアムズ-BMW        | 1:13.538 | +1.550 |
| 15   | 8  | アントニオ・ピッツォニア   | ウィリアムズ-BMW        | 1:13.581 | +1.593 |
| 16   | 14 | デビッド・クルサード       | レッドブル-コスワース   | 1:13.844 | +1.856 |
| 17   | 19 | ナレイン・カーティケヤン   | ジョーダン-トヨタ       | 1:14.520 | +2.532 |
| 18   | 21 | クリスチャン・アルバース   | ミナルディ-コスワース   | 1:14.763 | +2.775 |
| 19   | 4  | 佐藤琢磨                   | B・A・R-ホンダ          | No time  |        |
| 20   | 20 | ロバート・ドーンボス       | ミナルディ-コスワース   | No time  | スピン |

### 決勝
| 順位 | No | ドライバー                 | コンストラクター        | 周回 | タイム           | グリッド | ポイント |
| ---- | -- | -------------------------- | ----------------------- | ---- | ---------------- | -------- | -------- |
| 1    | 10 | ファン・パブロ・モントーヤ | マクラーレン-メルセデス | 71   | 1:29:20.574      | 2        | 10       |
| 2    | 9  | キミ・ライコネン           | マクラーレン-メルセデス | 71   | +2.527           | 5        | 8        |
| 3    | 5  | フェルナンド・アロンソ     | ルノー                  | 71   | +24.840          | 1        | 6        |
| 4    | 1  | ミハエル・シューマッハ     | フェラーリ              | 71   | +35.668          | 7        | 5        |
| 5    | 6  | ジャンカルロ・フィジケラ   | ルノー                  | 71   | +40.218          | 3        | 4        |
| 6    | 2  | ルーベンス・バリチェロ     | フェラーリ              | 71   | +1:09.173        | 9        | 3        |
| 7    | 3  | ジェンソン・バトン         | B・A・R-ホンダ          | 70   | +1 Lap           | 4        | 2        |
| 8    | 17 | ラルフ・シューマッハ       | トヨタ                  | 70   | +1 Lap           | 10       | 1        |
| 9    | 15 | クリスチャン・クリエン     | レッドブル-コスワース   | 70   | +1 Lap           | 6        |          |
| 10   | 4  | 佐藤琢磨                   | B・A・R-ホンダ          | 70   | +1 Lap           | 19       |          |
| 11   | 12 | フェリペ・マッサ           | ザウバー-ペトロナス     | 70   | +1 Lap           | 8        |          |
| 12   | 11 | ジャック・ヴィルヌーヴ     | ザウバー-ペトロナス     | 70   | +1 Lap           | 20       |          |
| 13   | 16 | ヤルノ・トゥルーリ         | トヨタ                  | 69   | エンジン         | 17       |          |
| 14   | 21 | クリスチャン・アルバース   | ミナルディ-コスワース   | 69   | +2 Laps          | 16       |          |
| 15   | 19 | ナレイン・カーティケヤン   | ジョーダン-トヨタ       | 68   | +3 Laps          | 15       |          |
| Ret  | 18 | ティアゴ・モンテイロ       | ジョーダン-トヨタ       | 55   | ドライブシャフト | 11       |          |
| NC   | 7  | マーク・ウェバー           | ウィリアムズ-BMW        | 45   | +26 Laps         | 12       |          |
| Ret  | 20 | ロバート・ドーンボス       | ミナルディ-コスワース   | 34   | エンジン         | 18       |          |
| Ret  | 8  | アントニオ・ピッツォニア   | ウィリアムズ-BMW        | 0    | 接触             | 13       |          |
| Ret  | 14 | デビッド・クルサード       | レッドブル-コスワース   | 0    | 接触             | 14       |          |

## 第17戦終了時点でのランキング
- 太字は理論上ワールドチャンピオンの可能性あり

| 順位 | ドライバー                 | ポイント |
| ---- | -------------------------- | -------- |
| 1    | フェルナンド・アロンソ     | 117      |
| 2    | キミ・ライコネン           | 94       |
| 3    | ミハエル・シューマッハ     | 60       |
| 4    | ファン・パブロ・モントーヤ | 60       |
| 5    | ジャンカルロ・フィジケラ   | 45       |

| 順位 | コンストラクター        | ポイント |
| ---- | ----------------------- | -------- |
| 1    | マクラーレン-メルセデス | 164      |
| 2    | ルノー                  | 162      |
| 3    | フェラーリ              | 98       |
| 4    | トヨタ                  | 81       |
| 5    | ウィリアムズ-BMW        | 59       |

- 注：ドライバー、コンストラクター共にトップ5のみ表示。

## 参照
| 前戦 2005年ベルギーグランプリ     | FIA F1世界選手権 2005年シーズン | 次戦 2005年日本グランプリ         |
| 前回開催 2004年ブラジルグランプリ | ブラジルグランプリ              | 次回開催 2006年ブラジルグランプリ |

座標: 南緯23度42分13秒 西経46度41分59秒 / 南緯23.70361度 西経46.69972度